# نگرا لی
نگرا لی (متولد لیلیان د کاروالیو، سائوپائولو، ۱۷ سپتامبر ۱۹۷۹) یک خواننده، بازیگر و رقصنده برزیلی است. او یکی از بازیگران زن اصلی فیلم درام موزیکال آنتونیا در سال ۲۰۰۶ بود.
در سال ۲۰۱۶ نگرا لی تک آهنگی به نام "Sunshine" با حضور همسرش جونیور درید منتشر کرد، این آهنگ توسط تهیه‌کننده جامائیکایی آدریان "دونسوم" هانسون برای Donsome Records نوشته و تهیه شد.

## آهنگ‌شناسی

### آلبوم‌ها
| عنوان آلبوم     | جزئیات آلبوم                                                                               | اوج موقعیت‌های نمودار | اوج موقعیت‌های نمودار |
| عنوان آلبوم     | جزئیات آلبوم                                                                               | سینه بند             | ۴۰ نفر برتر          |
| --------------- | ------------------------------------------------------------------------------------------ | -------------------- | -------------------- |
| گوئریرو، گوریرا | - منتشر شده: ۱۷ ژانویه ۲۰۰۵ - برچسب: یونیورسال موزیک - فرمت: سی دی                         | ۱۸                   | ۱۵                   |
| نگرا لیور       | - منتشر شده: ۲۱ اکتبر ۲۰۰۶ - برچسب: یونیورسال موزیک - فرمت: سی دی، دانلود دیجیتال          | ۱                    | ۱                    |
| آنتونیا         | - منتشر شده: ۱۷ دسامبر ۲۰۰۶ - برچسب: سوم لیور - فرمت: سی دی، دانلود دیجیتال                | ۴                    | ۵                    |
| Tudo De Novo    | - تاریخ انتشار: ۲۶ ژوئن ۲۰۱۲ - برچسب: یونیورسال موزیک - فرمت: سی دی، دانلود دیجیتال        | ۸                    | ۱۲                   |
| رایزز           | - منتشر شده: ۲۳ نوامبر ۲۰۱۸ - برچسب: White Monkey Recordings - فرمت: سی دی، دانلود دیجیتال | -                    | -                    |

### تک آهنگها
| سال  | عنوان                                                                                 | موقعیت‌های بالای نمودار | موقعیت‌های بالای نمودار | موقعیت‌های بالای نمودار | آلبوم                            |
| سال  | عنوان                                                                                 | برتری                  | HSPN                   | POR                    | آلبوم                            |
| ---- | ------------------------------------------------------------------------------------- | ---------------------- | ---------------------- | ---------------------- | -------------------------------- |
| ۲۰۰۰ | "نائو é سیریو" (فیت: چارلی براون جونیور)                                              | ۱                      | ۷                      | ۴۲                     | شنا با کوسه‌ها                    |
| ۲۰۰۴ | "جوشی در مورد رپ"                                                                     | ۱۲                     | -بله.                  | -بله.                  | گیررو، گیررا                     |
| ۲۰۰۴ | رپ آن را برای نادی ندارد (فیت مارسیل D2)                                              | ۶۲                     | -بله.                  | -بله.                  | گیررو، گیررا                     |
| ۲۰۰۵ | "دیکسا رولر" (فیت)                                                                    | ۴۵                     | -بله.                  | -بله.                  | کاوالیرو اندانت                  |
| ۲۰۰۶ | "تو وای استار نا مینها"                                                               | ۱                      | ۱۸                     | ۳۷                     | کتاب سیاه                        |
| ۲۰۰۶ | "آنتونیا" (feat. لیلا مورینو، کویلینا و سیندی مندیز)                                  | ۲                      | ۴۹                     | -بله.                  | آنتونیا                          |
| ۲۰۰۷ | "نادا پاود م پار" (فیت)                                                               | ۱۸                     | -بله.                  | -بله.                  | آنتونیا                          |
| ۲۰۰۷ | "برزیلاندیا سیتی برونکس" (feat. لیلا مورینو، کویلینا و سیندی مندز)                    | ۴۹                     | -بله.                  | -بله.                  | آنتونیا                          |
| ۲۰۰۷ | " عاشق من هستم "                                                                      | ۹                      | -بله.                  | -بله.                  | سیاه‌پوست زنده                    |
| ۲۰۰۷ | "هیچ کس نمی‌تواند مرا متوقف کند"                                                       | ۳۰                     | -بله.                  | -بله.                  | سیاه‌پوست زنده                    |
| ۲۰۰۸ | "موس تلفنیما" (فیت)                                                                   | ۳۵                     | -بله.                  | ۷۳                     | سیاه‌پوست زنده                    |
| ۲۰۰۸ | "۱ دقیقه" (فیت دی بلک)                                                                | ۱                      | ۱۳                     | -بله.                  | سیم آر                           |
| ۲۰۰۸ | "نão dá mais sem Você" (فیت: زیر)                                                     | ۱۶                     | -بله.                  | -بله.                  | "پرا ور او سول برلهار" - Ao Vivo |
| ۲۰۰۸ | "آندا گستو دلا" (فیت)                                                                 | ۴                      | ۲۸                     | -بله.                  | استاندارت                        |
| ۲۰۰۹ | "خوبصورت" (فیت)                                                                       | ۱۹                     | ۳۶                     | ۴۳                     | آزادی                            |
| ۲۰۱۲ | "تودو دی نو"                                                                          | ۴۹                     | -بله.                  | -بله.                  | همه چیز جدید                     |
| ۲۰۱۲ | "ولتای پرکا"                                                                          | ۵۶                     | -بله.                  | -بله.                  | همه چیز جدید                     |
| ۲۰۱۳ | "وایی پاسار"                                                                          | ۷۱                     | -بله.                  | -بله.                  | همه چیز جدید                     |
| ۲۰۱۵ | "او مرد که هیچ چیز نداشت" (feat. پروژوتا)                                             | ۱۸                     | -بله.                  | -بله.                  | فاکو، فورسای فِ                   |
| ۲۰۱۸ | "فافلا ویو ۳" (با ADL، انتخاب، Djonga و Menor do Chapa)                               | ۶۲                     | -بله.                  |                        |                                  |
| ۲۰۱۸ | "مالاندرو چورا"                                                                       | -بله.                  | -بله.                  | -بله.                  | ریزز                             |
| ۲۰۱۸ | "رایز"                                                                                | -بله.                  | -بله.                  | -بله.                  | ریزز                             |
| ۲۰۱۹ | "شاعری اکوستیک #7 - Céu Azul" (با هریل، دوکان، کیون او کریس، کریس، ماتو دی کی، ویتاو) | ۲۷                     | -بله.                  |                        |                                  |
| ۲۰۱۹ | "برزیلاندیا"                                                                          | -بله.                  | -بله.                  | -بله.                  |                                  |
| ۲۰۲۱ | "کماندو"                                                                              | ۶۱                     | -بله.                  | -بله.                  |                                  |
| ۲۰۲۱ | "من باید برم" (با فروجم)                                                              | -بله.                  | -بله.                  | -بله.                  |                                  |
| ۲۰۲۲ | "عصر اونما ویز للیان"                                                                 | -بله.                  | -بله.                  | -بله.                  |                                  |
| ۲۰۲۲ | "مالاگوتا"                                                                            | -بله.                  | -بله.                  | -بله.                  |                                  |
| ۲۰۲۳ | "وای دار سر"                                                                          | ۳۴                     | -بله.                  | -بله.                  | وای ن فِ                          |